# 基因表达谱
基因表达谱是一种在分子生物学领域，借助cDNA、表达序列标签（EST）或寡核苷酸芯片来测定细胞基因表达情况（包括特定基因是否表达、表达丰度、不同组织、不同发育阶段以及不同生理状态下的表达差异）的方法。通过一次性测定大量基因构建起细胞功能的总体态势图，可以从图谱中区分出正在分裂的细胞，以及细胞对于特征性治疗的反应。基因表达谱还有助于了解疾病的发病机制、药物的生理反应和治疗效果。

### 背景
基因表达图谱从逻辑上说是基因测序的下一个步骤：基因序列包含细胞可能存在的功能的信息，而基因表达谱则包含细胞实际上正在完成的工作的信息。

### 和蛋白质组学的比较
人类基因组包含了19000个蛋白编码基因，它们协同工作，产生了1000000不同的蛋白质。这是由于通过可变剪接，转录后修饰机制以及翻译后修饰机制，细胞可以利用一个基因模板制造出多个不同的蛋白质序列。通常情况下，一次质谱分析实验可以识别大约2000-10000个蛋白质分子。一个细胞能产生的精确的蛋白质种类数量比知道每个基因能能产生多少mRNA更有价值，基因图谱能在单次实验中最大程度地提供出细胞功能总体态势图。